# Врачевце
Врачевце или Врачевци (на македонска литературна норма: Врачевце) е село в Северна Македония, в община Старо Нагоричане, разположено в областта Средорек.

## История
Селото е споменато като „селище“, сиреч напуснато село, под името Враче в Първа Архилевицка грамота от 1354/5 г. като дарение от севастократор Деян в полза на църквата в Архилевица. През 1378-9 г. наследниците на Деян - Йоан и Константин Драгаш - даряват църквата в Архилевица с всичките ѝ имоти на манастира Хилендар в Света гора.
В края на XIX век Врачевце е българско село в Кумановска каза на Османската империя. Според статистиката на Васил Кънчов („Македония. Етнография и статистика“) от 1900 г. Врачевци е населявано от 175 жители българи християни.
Цялото население на селото е под върховенството на Българската екзархия. По данни на секретаря на екзархията Димитър Мишев („La Macédoine et sa Population Chrétienne“) в 1905 година във Врачовци има 200 българи екзархисти и 24 цигани.
Според преброяването от 2002 година селото има 22 жители, всички северномакедонци.

## Личности
Родени в Врачевце
- Станко Младеновски (1937), югославски политик